# 西绍利
西绍利（Sisauli），是印度北方邦Muzaffarnagar县的一个城镇。总人口15171（2001年）。

## 人口
该地2001年总人口15171人，其中男性8244人，女性6927人；0—6岁人口2304人，其中男1272人，女1032人；识字率57.64%，其中男性为67.31%，女性为46.14%。